# Halerpestes uniflora
Halerpestes uniflora är en ranunkelväxtart som först beskrevs av Rodolfo Amando Philippi och Karl Friedrich Carlos Federico Reiche, och fick sitt nu gällande namn av Emadzade, Lehnebach, P.J.Lockh., Hörandl. Halerpestes uniflora ingår i släktet bohusranunkler, och familjen ranunkelväxter. Inga underarter finns listade i Catalogue of Life.